# London Borough of Bexley
London Borough of Bexley är en borough i sydöstra London. 
Den bildades 1965 när Borough of Bexley, Borough of Erith, Crayford Urban District och delar av Chislehurst and Sidcup Urban District slogs samman.  

## Distrikt
Distrikt som helt eller delvis ligger i Bexley:
- Barnes Cray
- Belvedere
- Bexley
- Bexleyheath (även Bexley New Town)
- Blackfen
- Barnehurst
- Colyers
- Crook Log
- Crayford
- Erith
- Foots Cray
- Falconwood
- Longlands
- Northumberland Heath
- North End
- Ruxley
- Slade Green
- Sidcup
- Thamesmead
- Upton
- Welling
- West Heath